# Bathydexia wulpii
Bathydexia wulpii là một loài ruồi trong họ Tachinidae.